# Arkan (sznur)
Arkan – długi sznur zakończony pętlą, używany przez koczowników i pasterzy do chwytania zwierząt oraz do ściągania przeciwnika z siodła podczas bitew, w czym szczególnie specjalizowali się Tatarzy (zobacz wojskowość Tatarów).
Polski historyk i etnograf Zygmunt Gloger w dziele swojego życia pod tytułem Encyklopedia staropolska ilustrowana, przedstawił opis chwytania konia tabunowego przez Tatarów lub Kozaków, którzy zarzucali mu arkan na szyję. Spłoszony koń chcąc się uwolnić jeszcze bardziej zaciskał sobie arkan na szyi, co powodowało zatrzymanie krwi w naczyniach mózgowych i utratę przytomności. Następnie zakładano mu uździenicę na głowę i uderzając nahajką, jeżdżono na nim w step dopóki się nie zmęczył. Po powrocie, przywiązywano go do pala i zostawiano do momentu aż odzyskawszy nieco sił i chcąc się uwolnić, ciągnął za arkan tak mocno, że najczęściej ponownie tracił przytomność i padał na ziemię. 
Tatarzy wykorzystywali także arkan do chwytania polskich jeńców i brania ich w jasyr na Krym. Polskie rycerstwo nazywało arkanami smycze i sznury do wiązania jeńców. Na Mazowszu konie chwytano arkanem na jarmarkach, w celu zaprezentowania ich kupującym.

## Galeria

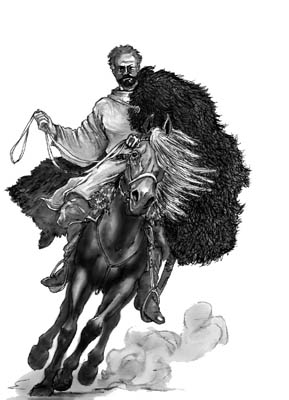
Tatar z arkanem w dłoni
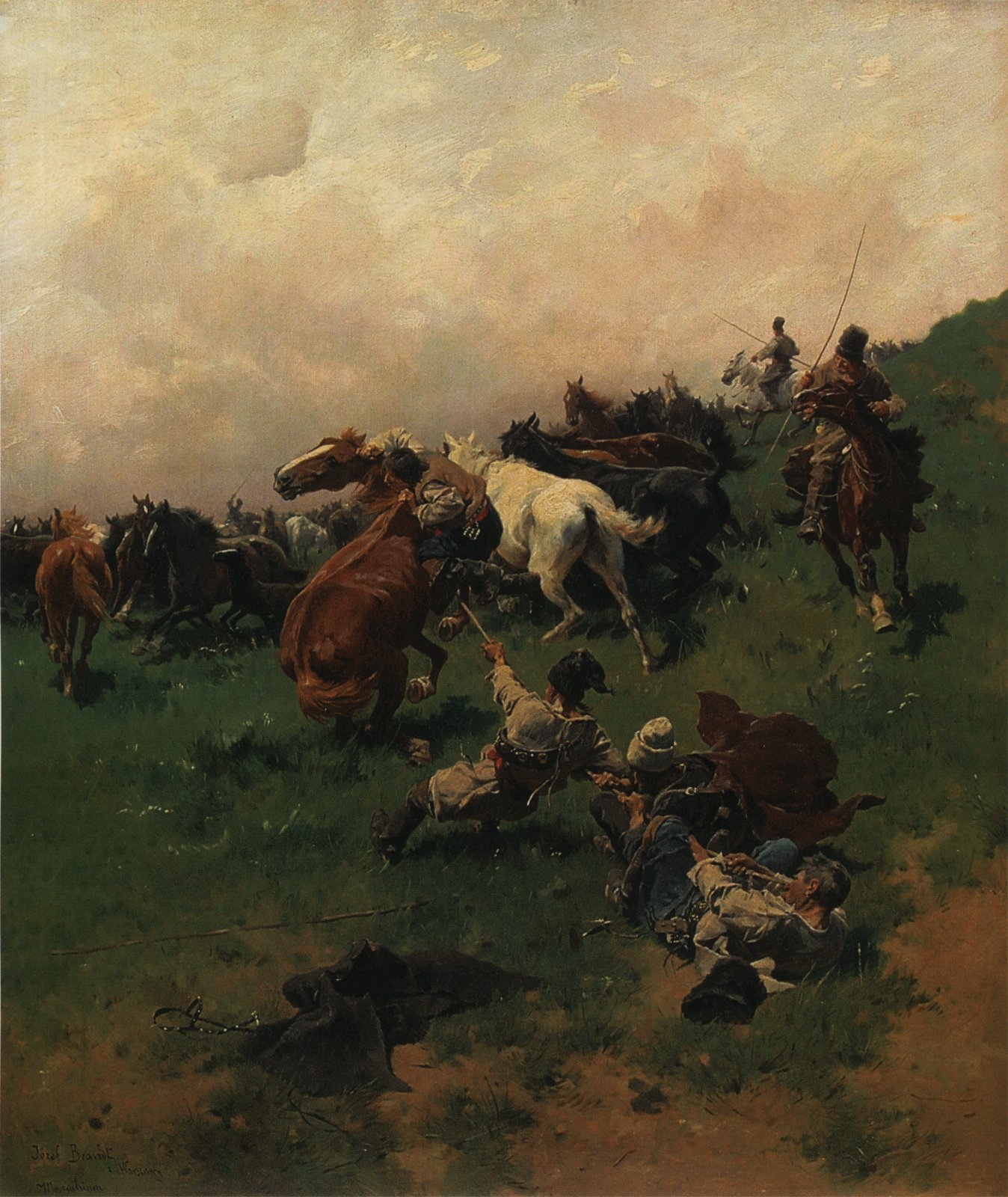
Józef Brandt, Chwytanie konia na arkan
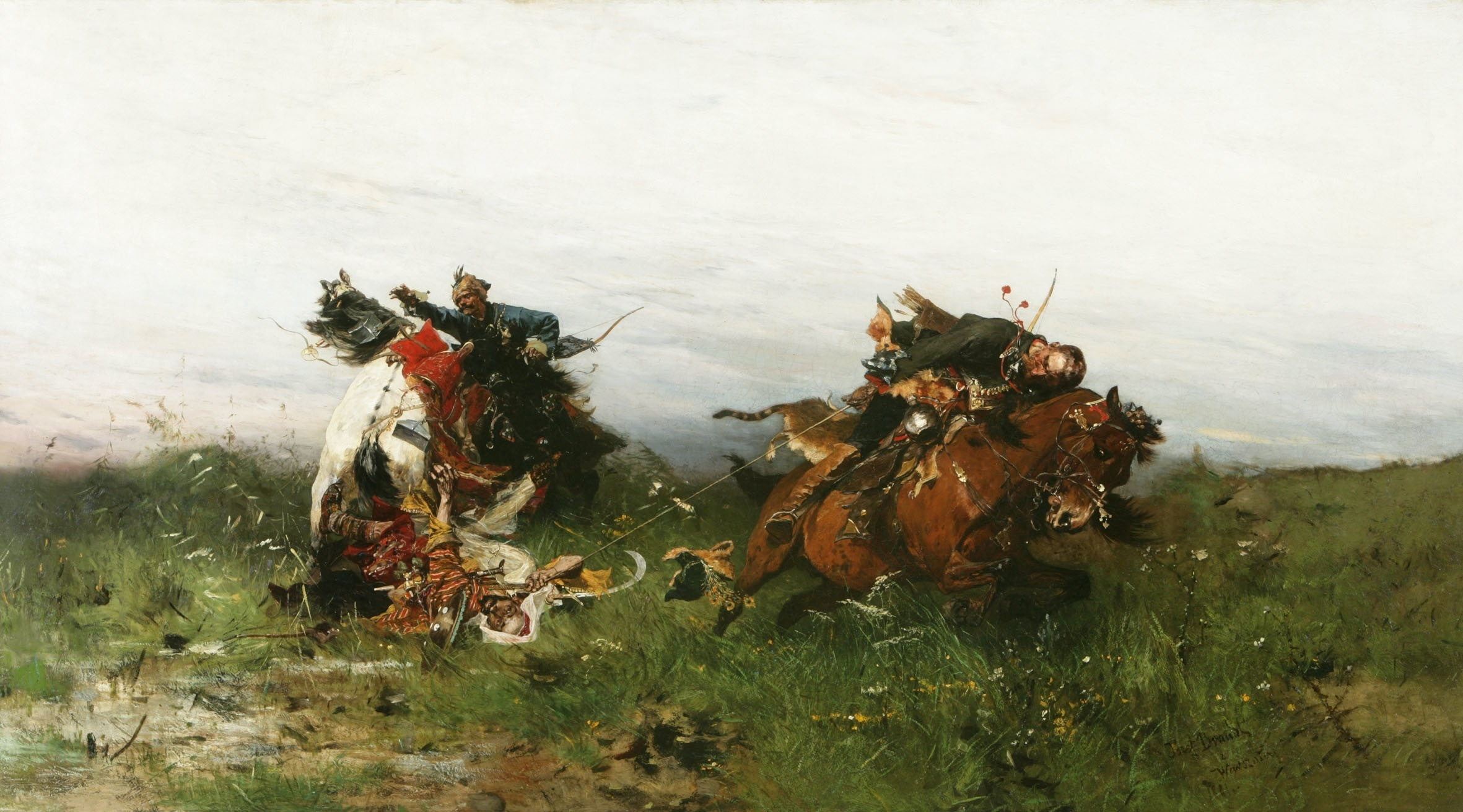
Józef Brandt, Pojmanie na arkan
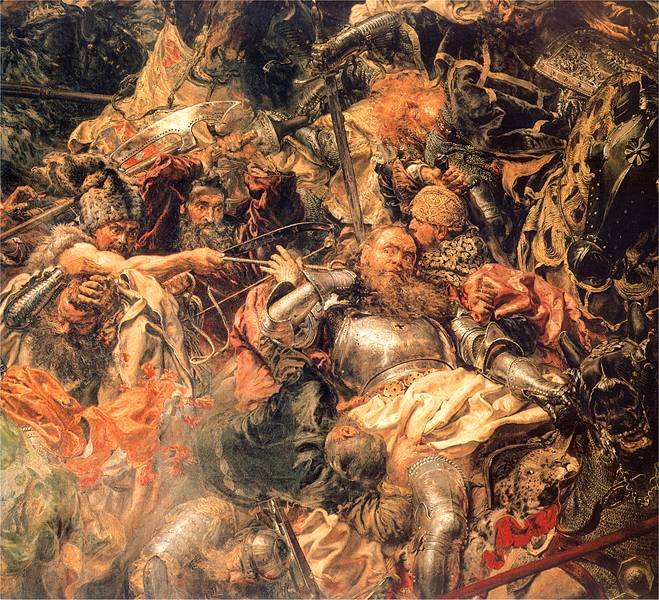
Markward von Salzbach złapany na arkan przez Tatara